# Febe Jooris
Febe Jooris (Astene, 4 oktober 2004) is een Belgisch wielrenster die anno 2025 rijdt voor de opleidingsploeg van UAE Team ADQ.

## Carrière
Ze werd op de wereldkampioenschappen wielrennen in 2022 derde op de tijdrit bij de junioren, waarmee ze de eerste Belgische vrouw ooit werd om een tijdritmedaille te winnen op een WK. Eerder dat jaar behaalde ze ook al brons op het EK in dezelfde discipline. Ze werd vijf keer Belgisch kampioen bij de jeugd, waaronder vier keer in het tijdrijden en één keer in de ploegkoers met Hélène Hesters. Met Hesters behaalde ze ook brons op het EK in de ploegkoers. In 2019 nam ze deel aan het Europees Olympisch Jeugdfestival, waar ze vijftiende werd in de tijdrit.

## Palmares

### Weg
2018
- Belgisch kampioenschap tijdrijden (aspiranten)[4]

2019
- Testtijdrit Montenaken (nieuwelingen)[5]
- Belgisch kampioenschap tijdrijden (nieuwelingen)
- Sint-Jans-Molenbeek (nieuwelingen)[6]

2020
- Lichtervelde (nieuwelingen)[7]
- Ruddervoorde (nieuwelingen)[8]

2021
- Belgisch kampioenschap tijdrijden (junioren)

2022
- Belgisch kampioenschap tijdrijden (junioren)
- Europees kampioenschap tijdrijden (junioren)
- Memorial Igor Decraene (junioren)[9]
- Wereldkampioenschap tijdrijden (junioren)

2023
- Belgisch kampioenschap tijdrijden (beloften)

2024
- Belgisch kampioenschap tijdrijden (beloften)

### Baan
2019
- Vlaams kampioenschap omnium (nieuwelingen)[10]

2020
- Belgisch kampioenschap 2000m achtervolging (nieuwelingen)[11]
- Belgisch kampioenschap 500 meter tijdrijden (nieuwelingen)[12]
- Belgisch kampioenschap omnium (nieuwelingen)
- Belgisch kampioenschap scratch (nieuwelingen)
- Belgisch kampioenschap sprint (nieuwelingen)
- Belgisch kampioenschap puntenkoers (nieuwelingen)

2021
- Puntenkoers International Belgian Track Meeting (junioren)[13]
- Belgisch kampioenschap omnium (junioren)[14]

2022
- Belgisch kampioenschap ploegkoers met Hélène Hesters (junioren)[15]
- Omnium International Belgian Track Meeting (junioren)[16]
- Europees kampioenschap ploegkoers met Hélène Hesters (junioren)[17]

## Ploegen
- 2019 - Individueel
- 2020 -  Doltcini-N&M Transport
- 2021 -  Doltcini-Corlyp-Waasland Security
- 2022 -  NXTG U19
- 2023 -  AG Insurance-NXTG U23
- 2024 -  AG Insurance-Soudal NXTG
- 2025 -  UAE Development Team